# 올리브나무 (반 고흐의 연작)
빈센트 반 고흐는 1889년 생레미드프로방스에서 주로 올리브나무(Olive Trees)를 주제로 최소 15점의 그림을 그렸다. 1889년 5월부터 1890년 5월까지 자신의 요청으로 요양원에서 생활하며 요양원 정원을 그렸고, 외부로 나갈 수 있는 허가를 받았을 때는 인근의 올리브나무, 삼나무 및 밀밭을 그렸다.
반 고흐는 올리브나무에 매료되었다. 그들의 다양하고 끊임없이 변하는 색상과 불규칙한 형태는 그에게 새로운 기법과 접근 방식을 실험하도록 자극했다. 그는 하루 중 다른 시간에 그림을 그렸고 계절에서 영감을 받은 색상을 사용했다. 그의 그림 중 하나인 <산악 풍경 속 올리브나무>는 별이 빛나는 밤을 보완하는 작품이었다.
올리브나무 그림은 반 고흐에게 특별한 의미를 가졌다. 1889년 5월의 작품들은 생명, 신성, 삶의 순환을 상징했고, 1889년 11월의 작품들은 겟세마네에서 고뇌하는 그리스도에 대한 자신의 감정을 상징하려는 시도에서 비롯되었다. 올리브 수확자들을 그린 그의 그림들은 수확 또는 죽음이라는 삶의 순환 중 하나를 묘사함으로써 인간과 자연의 관계를 보여준다. 또한 이 그림들은 개인이 자연과의 교감을 통해 신성한 것과 연결될 수 있는 방법을 전달한다.
반 고흐는 자연과의 교감을 통해 휴식과 안정을 찾았다. 1889년 올리브나무 연작이 제작될 당시 그는 질병과 정서적 혼란을 겪고 있었지만, 이 그림들은 그의 최고 작품 중 하나로 평가받으며 반 고흐 자신도 이 작품들을 높이 평가했다.

## 생레미

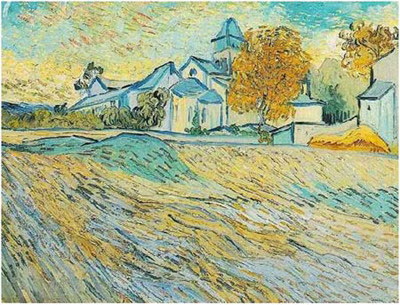
생레미 요양원과 예배당 풍경, 1889년
이전 엘리자베스 테일러 소장품 (F803)

1889년 5월, 반 고흐는 생레미 근처에 있는 생 폴 요양원에 자발적으로 입원했다. 그곳에서 그는 자신의 스튜디오로 사용한 인접한 방을 사용할 수 있었다. 그는 처음에는 요양원 내에만 머물렀고, 방에서 보이는 세상, 즉 담쟁이덩굴로 뒤덮인 나무들, 라일락, 정원의 붓꽃들을 (창문 창살 없이) 그렸다. 요양원 밖으로 나갈 수 있게 되자 그는 주변 시골의 밀밭, 올리브 밭, 사이프러스 나무들을 그렸는데, 이는 그가 "프로방스 특유의" 풍경이라고 여겼다. 일 년 동안 그는 약 150점의 캔버스 그림을 그렸다.
요양원 생활의 규율은 반 고흐에게 힘들게 얻은 안정을 주었다. "저는 밖에서보다 여기서 제 작업과 함께 더 행복함을 느낍니다. 여기서 오랫동안 머물면 규칙적인 습관을 배우게 될 것이고, 장기적으로는 제 삶에 더 많은 질서를 가져올 것입니다." 생레미에서의 시간은 그에게 커피, 술, 좋지 않은 식습관, 그리고 주기적으로 테레빈유와 물감을 섭취하려는 시도와 같은 자신의 악덕을 관리하게 했지만, 그의 체류가 이상적이지는 않았다. 그는 요양원 밖으로 나가기 위해 허가를 받아야 했다. 음식은 좋지 않았고, 그는 일반적으로 빵과 수프만 먹었다. 그가 받은 유일한 치료는 일주일에 두 번 두 시간짜리 목욕이었다. 그곳에서 지낸 1년 동안 반 고흐는 주기적인 발작을 겪었는데, 이는 간질의 한 형태였을 가능성이 있다. 1890년 초 발작이 심해지자 그는 요양원 생활이 회복에 도움이 되지 않는다고 결론 내렸고, 그 결과 1890년 5월 파리 북쪽의 오베르쉬르우아즈로 이사했다.

## 올리브나무를 주제로
시골, 주변 들판, 사이프러스 나무, 올리브나무를 그림으로써 반 고흐는 예술을 통해 자연과의 연결을 회복했다. 그는 1889년에 남프랑스 전역에 널리 퍼져 있는 "고귀하고 뒤틀린 올리브나무"를 주제로 최소 15점의 그림을 완성했으며, 다음과 같이 기록했다.

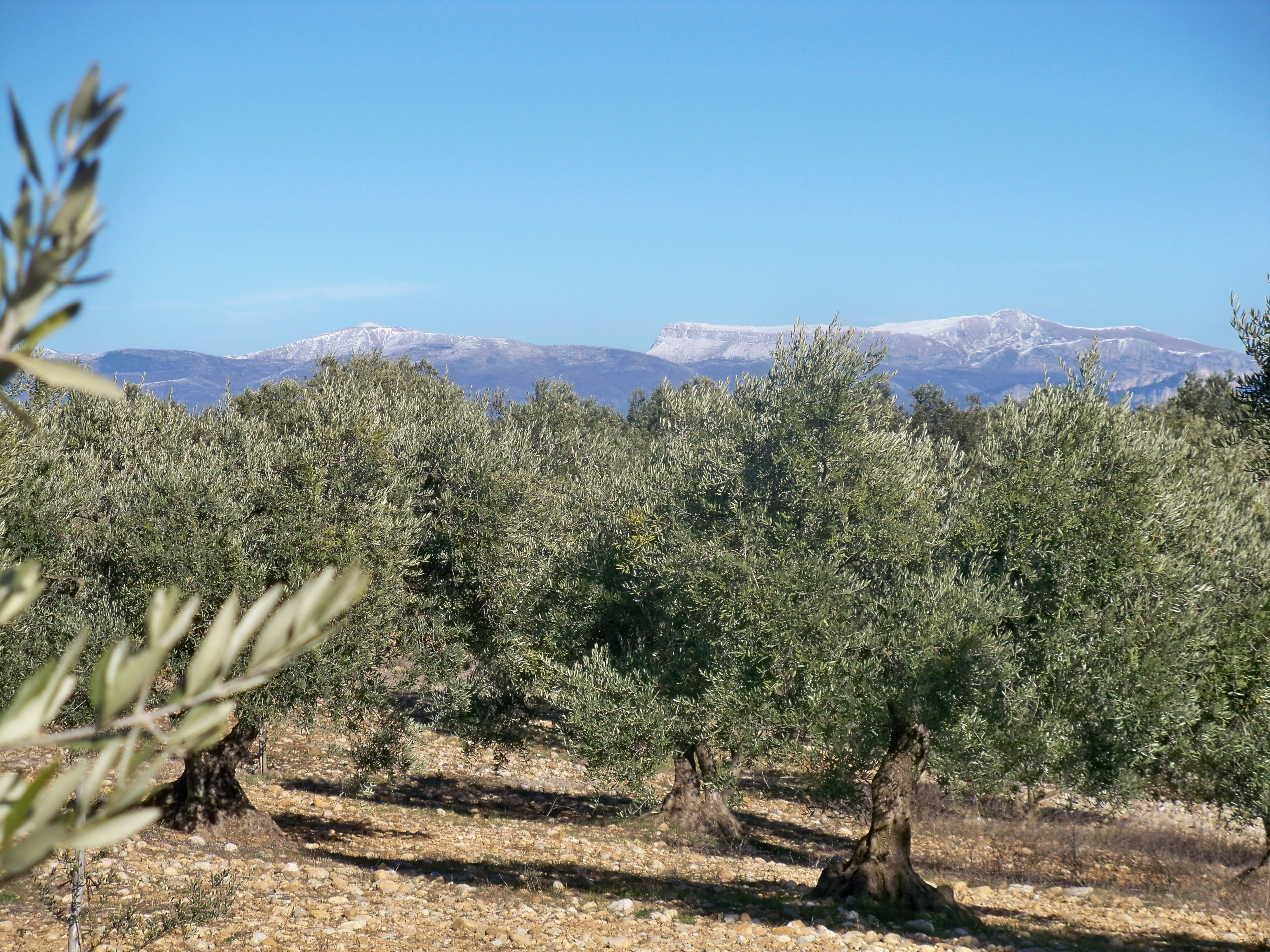
프랑스 프로방스의 올리브나무들

햇빛과 하늘의 효과는 올리브나무에서 무궁무진한 주제를 발견할 수 있게 한다. 나는 나 자신을 위해 하늘의 색조에 따라 변하는 잎사귀의 대조적인 효과를 찾는다. 때로는 나무가 창백한 꽃을 피우고 큰 푸른 파리, 에메랄드빛 과일 딱정벌레, 수많은 매미들이 날아다닐 때, 모든 것이 순수한 푸른색에 잠긴다. 그러다 청동색 잎사귀가 더 성숙한 색조를 띠면 하늘은 녹색과 주황색으로 빛나고 물들며, 다시 가을이 깊어지면 잎은 잘 익은 무화과 같은 보라색 색조를 띠는데, 이 보라색 효과는 연한 레몬빛 후광 속에 있는 크고 하얗게 변하는 태양과의 대비로 가장 완벽하게 나타난다. 때로는 소나기가 내린 후 온 하늘이 분홍색과 주황색으로 변하여 은회색 녹색에 절묘한 가치와 색채를 부여하는 것을 보기도 했다. 그리고 이 모든 것들 사이에, 또한 분홍색 옷을 입고 과일을 수확하는 여인들이 있었다.
반 고흐는 프로방스를 대표하는 올리브나무가 "까다로우면서도 매력적"이라고 생각했다. 그는 동생 테오에게 "올리브나무를 포착하는 데 애를 먹고 있다. 그것들은 오래된 은색이며, 때로는 푸른색이 더 강하고, 때로는 녹색을 띠거나, 청동색을 띠거나, 노란색, 분홍색, 보라색이 감도는 주황색 흙 위에서 창백하게 바래기도 하는데... 매우 어렵다"고 썼다. 그는 "올리브 숲의 속삭임은 매우 비밀스럽고 엄청나게 오래된 무언가를 담고 있다. 너무 아름다워 우리가 감히 그릴 수도, 상상할 수도 없다"고 느꼈다.

## 정신적 의미

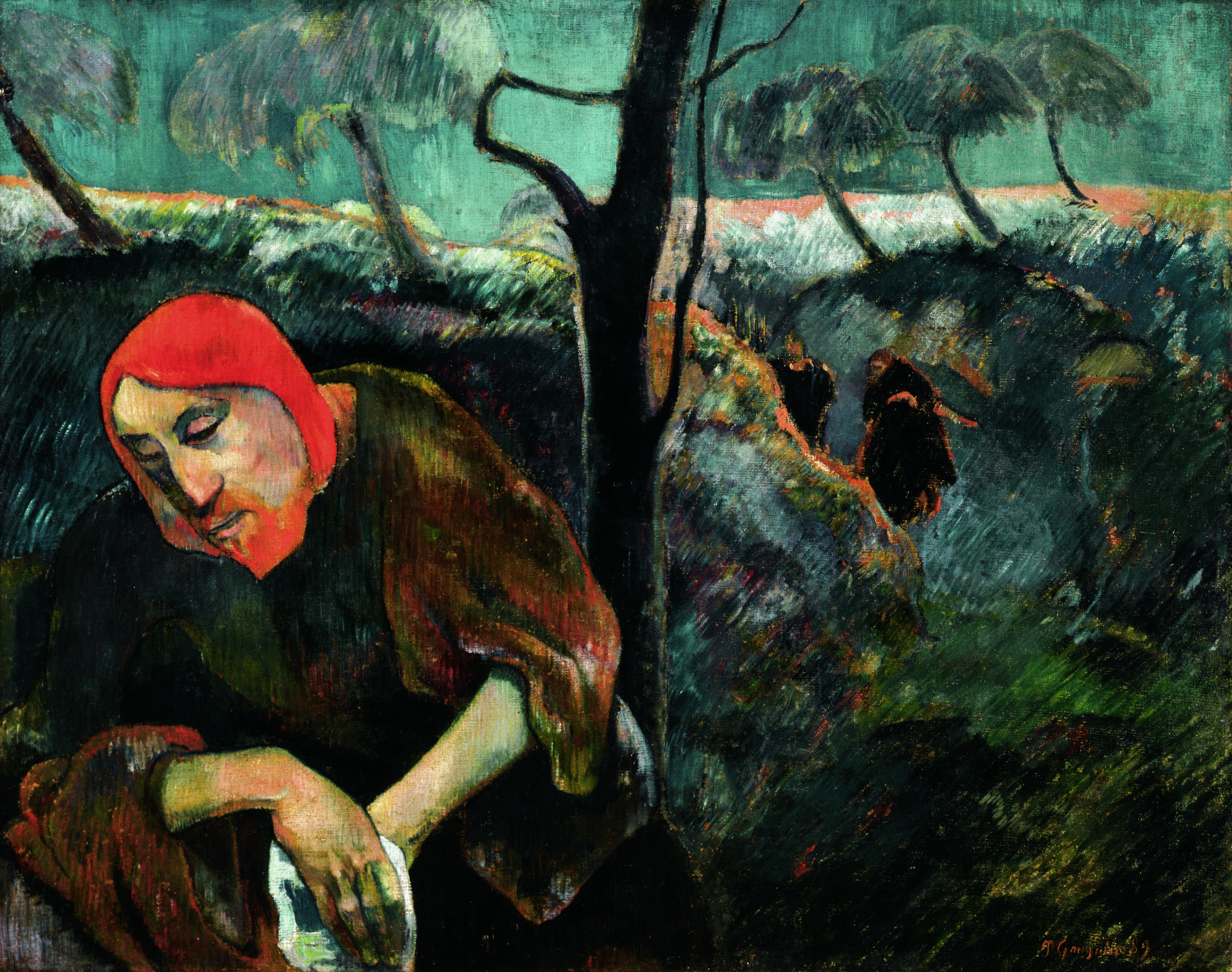
폴 고갱, 올리브 정원의 그리스도, 1889년, 노턴 미술관, 웨스트팜비치.
그리스도/고갱의 자화상에서 붉은 머리색이 "초자연적으로 붉다"고 묘사되며, 이는 반 고흐를 직접적으로 연상시킨다.

젊은 시절 반 고흐는 노동자들을 섬기기 위해 성직자가 되는 것을 고려했다. 그는 한동안 네덜란드에서 공부했지만, 그의 열정과 자발적인 금욕주의로 인해 평신도 사역의 단기 직책을 잃게 되었다. 그는 다소 비관적이 되어 교회의 기성 조직을 거부했지만, 그에게 위안과 중요성을 주는 개인적인 영성을 발견했다. 1879년에 그는 삶의 방향을 바꾸어 그림을 통해 "하나님과 인간에 대한 사랑"을 표현할 수 있음을 깨달았다.
반 고흐는 말년 29개월 동안 그의 작품의 주요 주제였던 자연을 그려 그의 질병과 정서적 고통에서 벗어나려 했다. 이 시기 이전에는 그는 부모의 좁은 종교라고 여긴 것을 거부했고, 니체와 다를 바 없는 허무주의적인 입장을 종교와 신에 대해 취했다. 꽃 피는 나무들, 올리브 과수원과 들판에서 반 고흐는 가장 자주 "심오한 의미"를 발견했는데, 이는 그들의 순환에서 인간 삶의 비유를 보았기 때문이다. 그는 테오에게 죽음, 행복, 불행은 "필수적이고 유용하며" 상대적이라고 선언하며 "나를 무너뜨리고 두렵게 하는 질병에 직면해서도 그 믿음은 흔들리지 않는다"고 썼다. 반 고흐는 또한 올리브나무가 올리브산의 겟세마네에서의 고뇌와 같이 그리스도 생애의 중요한 사건들과 관련되어 있음을 인식하고 있었다.
가을 작품은 친구들인 폴 고갱과 에밀 베르나르의 '올리브 동산의 그리스도'라는 최근 작품들에 대한 반작용이었다. "관찰된 것이 아무것도 없다"는 말로 그들의 작품을 평가하며 좌절한 반 고흐는 "맑고 추운 날, 아침저녁으로 숲 속에서, 그러나 아름답고 밝은 햇살 아래" 그림을 그렸고, 그 결과 그해 초에 완성한 세 점 외에 다섯 점의 캔버스 그림이 더 나왔다. 그는 동생 테오에게 이렇게 썼다. "제가 한 작업은 그들의 추상화에 비하면 다소 거칠고 투박한 현실이지만, 소박한 특성을 가지며 흙냄새가 날 것입니다." 그는 그 장면이 어땠을지 재현하려 하기보다는, "실제 겟세마네를 언급하지 않고도 고뇌를 표현할 수 있으며... 온화하고 위안을 주는 감정을 표현하기 위해 산상수훈의 인물들을 묘사할 필요가 없다"고 설명했다. 그는 또한 "나는 올리브 동산의 그리스도를 그리지 않을 것이며, 오늘날 볼 수 있는 올리브 수확을 그릴 것이고, 인간 형상을 적절한 위치에 둠으로써 어쩌면 그것을 상기시킬 수 있을 것이다"라고 언급했다.

## 분석

### 예술적 양식

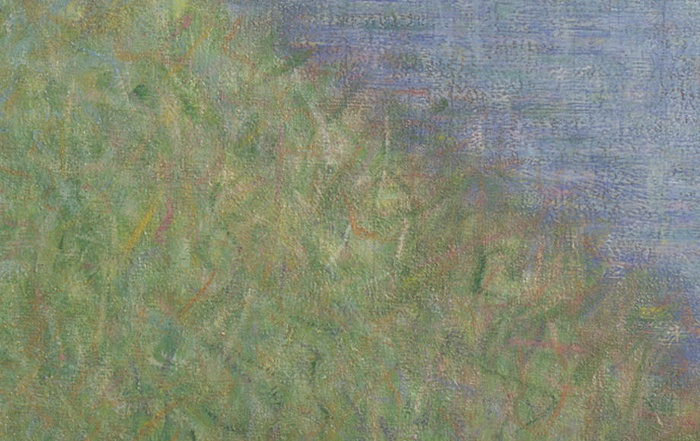
조르주 쇠라, 아니에르에서의 물놀이, 1884년, 내셔널 갤러리, 런던, 물과 잔디의 세부 묘사.
반 고흐는 쇠라의 끊어진 색선 사용을 통해 그림에 빛과 형태를 부여하는 방식에 영향을 받았다.

반 고흐의 초기 작품들은 칙칙하고 회색빛 색상으로 만들어졌다. 파리에서 그는 저명한 프랑스 예술가 에드가 드가, 조르주 쇠라 등을 만났는데, 이들은 색상과 기법 사용에 대한 고무적인 영향을 주었다. 그의 작품은 이전에는 침울하고 어두웠지만, 이제는 "색채로 불타올랐다." 실제로 반 고흐의 색채 사용은 너무나 극적이어서 때로는 그가 표현주의자로 불리기도 했다. 그러나 그에게 "끓어오르는 감정"을 표현할 기회를 준 것은 남프랑스였다. 햇살 가득한 시골의 영향으로 깨달음을 얻은 반 고흐는 무엇보다도 그의 작품이 "색채를 약속한다"고 보고했다. 이곳에서 그는 자신의 걸작들을 발전시키기 시작했다.
반 고흐는 낮과 계절에 따라 극적으로 변하는 나무들의 색깔과 분위기를 포착했다. 그는 신성을 나타내기 위해 파란색을 사용하기 시작했다. 별이 빛나는 밤과 올리브나무 그림 모두에서 반 고흐는 하늘의 강렬한 파란색을 예수의 "신성하고 무한한 존재"를 상징하는 데 사용했다. 신성을 나타내기 위한 "현대적인 예술 언어"를 찾던 그는 많은 올리브나무 그림에서 올리브나무, 즉 예수를 상징하는 것을 "빛나는 황금빛"으로 물들이는 등 신비로운 특성을 추구했다.
반 고흐는 인상주의의 '깨진 색채' 개념을 사용하여 작품에 빛을 주었고, 색채를 혁신적으로 사용하여 그림에 빛과 형태를 부여했다. 이는 그가 밭, 산, 바위, 인물들을 그린 그림에서도 마찬가지였다. 이 연작은 그가 익숙했던 물감의 두꺼운 도포 방식 없이 더욱 세련된 접근 방식으로 통일되었다. 그는 자신의 올리브나무 그림들이 남프랑스에서 보낸 1년 동안 그린 작품들 중 최고라고 생각했다.

### 의미
내셔널 갤러리 오브 아트는 이 연작을 다음과 같이 요약한다.
올리브나무에서 — 그 고대의 뒤틀린 형태가 지닌 표현력에서 — 반 고흐는 모든 자연에 깃들어 있다고 믿는 영적인 힘의 현현을 발견했다. 그의 붓놀림은 땅과 심지어 하늘까지도 나뭇잎과 같은 바스락거리는 움직임으로 살아있는 듯 보이게 하는데, 이는 지중해 바람에 흔들려 반짝이는 것이다. 이 강렬한 개별적인 획들은 그림이라기보다는 잔뜩 물감을 머금은 붓으로 캔버스에 그려진 것처럼 보인다. 그들의 끊임없는 리듬이 지닌 에너지는 우리에게 거의 물리적인 방식으로, 반 고흐가 나무 자체에서 발견한 생명력, 즉 그들을 형성했다고 믿는 바로 그 영적인 힘을 전달한다.
'신성한 상품: 소비자 기독교를 넘어서는 신앙 발견하기'의 저자인 스카이 제타니는 반 고흐의 많은 그림, 특히 올리브나무 연작에서 슬픔의 구원적 특성과 슬픔 속에서도 기쁨이 있을 수 있음을 전달한다고 주장한다. 1876년 반 고흐의 설교를 인용하면 다음과 같다.
슬픔은 기쁨보다 낫다... 얼굴의 슬픔으로 마음이 더 나아지기 때문이다. 우리의 본성은 슬프지만, 예수 그리스도를 바라보는 것을 배우고 있는 이들에게는 항상 기뻐할 이유가 있을 것이다. 그것은 사도 바울의 좋은 말씀이다: 슬픔에 잠겨 있으나 또한 기뻐하는 자로다.
스코틀랜드 국립미술관은 올리브나무가 반 고흐에게 지녔던 더 깊은 종교적 의미를 다음과 같이 설명한다.
지난 여름 [반 고흐]는 올리브산의 그리스도를 묘사하는 종교적 주제를 그리려다 포기했다. 그는 상상으로 작업하는 것이 어렵다고 생각했고, 이제 자연을 출발점으로 삼는 것이 중요하다고 느꼈다. 올리브나무 숲 그림에서 그는 자연스럽고 강제적이지 않은 방식으로 종교적 연관성을 담을 수 있는 주제를 발견했다. 올리브나무들 같은 그림의 과장된 붓놀림과 생생한 색채 속에서 그는 자신에게 열정적이고 초자연적이며 영원한 것을 전달하는 자연의 근본적인 힘을 표현할 수 있었다.

## 그림
반 고흐는 자신의 편지에서 두 가지 분류를 명시했다. 1889년 6월에 그린 세 점의 그림과 1889년 11월 말까지 완성된 다섯 점의 그림이다. 또한 9월에도 그림이 있었고, 12월에는 세 점의 올리브 수확자 그림과 몇 점의 다른 그림들이 있었다. 반 고흐는 예방적인 안전 조치로 물감에 접근할 수 없었을 때 올리브나무 스케치를 여러 장 그렸다.

### 별이 빛나는 밤에 대한 보완
뉴욕 근대미술관 (MoMA) 소장품인 <산악 풍경 속 올리브나무>에 대해 빈센트는 동생 테오에게 "올리브나무가 있는 풍경과 새로운 별이 빛나는 하늘 스케치를 그렸어"라고 쓰면서, 이 그림을 밤 풍경인 별이 빛나는 밤에 대한 낮 풍경 보완작이라고 불렀다. 그의 의도는 "일부 화가들의 사진 같고 어리석은 완벽함"을 넘어 색채와 선형 리듬에서 비롯되는 강렬함에 도달하는 것이었다.
그림 속에는 뒤틀린 녹색 올리브나무들이 알프스산맥의 산기슭 앞에 서 있고, 하늘 아래에는 "외형질 같은" 구름이 떠 있다. 나중에 그림이 마른 후, 그는 두 그림을 파리의 테오에게 보내며 다음과 같이 언급했다. "흰 구름과 뒤편의 산이 있는 올리브나무, 그리고 달의 떠오름과 밤의 효과는 전체적인 배열의 관점에서 보면 과장된 것이지만; 윤곽선은 일부 오래된 목판화처럼 강조되어 있다."

### 올리브 수확자들
반 고흐는 올리브를 따는 여인들을 세 가지 버전으로 그렸다. 첫 번째 그림(F654)은 그가 "자연에서 더 깊은 색조로" 그린 현장 연구라고 묘사했다. 두 번째 그림(F655)은 "세 그림 중 가장 완성도 높고 양식화된" 작품으로, 그의 누나와 어머니를 위해 의도되었으며 뉴욕의 메트로폴리탄 미술관에 소장되어 있다.
세 번째 그림은 워싱턴 D.C.의 내셔널 갤러리 오브 아트 체스터 데일 소장품(F656)으로, 그는 12월에 자신의 스튜디오에서 "매우 절제된 색채 구성"으로 그렸다. 그림의 주제가 즉시 명확함에도 불구하고, 첫 번째 나무는 디딤돌처럼 관람자를 장면 속으로 이끈다. 여기에서 반 고흐는 문자적인 해석보다 감정적, 정신적인 현실에 더 관심을 두었다. 여인들은 생계를 위해 올리브를 수확한다. 나무들이 여인들을 감싸는 듯한 모습과 나무, 풍경이 거의 하나가 되는 모습은 자연과 인간 사이의 정서적 유대와 상호 의존성을 나타낸다.
또 다른 그림은 올리브를 따는 부부를 묘사했다. 크뢸러 뮐러 미술관의 <두 올리브 수확자가 있는 올리브 숲> (F587)은 1889년 12월에 그려졌다.

### 1889년 5월과 6월에 그린 그림
반 고흐는 1889년 5월과 6월에 네 점의 그림을 그렸다. 첫 번째 작품인 <산악 풍경 속 초승달 아래 올리브나무 사이를 걷는 부부> (F704)는 브라질 상파울루의 상파울루 미술관에 소장되어 있다.
반 고흐는 요양원에 머문 두 번째 달인 6월에 그린 세 점의 올리브나무 그림을 확인했다.
넬슨-앳킨스 미술관의 <올리브 과수원> (F715)은 반 고흐가 1889년 7월 편지에서 회색 잎사귀를 가진 올리브 과수원으로 묘사했으며, "햇볕 쨍한 모래 위에 드리운 보라색 그림자"를 언급했다. 대조적으로, 그림자들은 프로방스의 뜨거운 태양을 강조한다. "반복적이고 직사각형적인 붓놀림"은 이 작품의 감정적 영향을 고조시키는 에너지를 전달한다. 2017년 11월, 그림 속에서 죽은 메뚜기의 잔해가 발견되었는데, 야외에서 그림을 그리는 동안 이미 죽은 상태로 그림에 들어간 것으로 추정된다.
반 고흐 미술관의 <올리브나무들: 밝은 푸른 하늘> (F709)은 시원한 푸른 낮 색조를 띠며, 따뜻한 가을 색조의 연구인 예테보리 미술관의 <올리브 숲>과 유사하다. 가을 색조의 그림은 반 고흐가 자신의 작품에 "거칠고 투박한" 사실주의를 달성하려는 목표를 충족시켰다. 그는 이 그림을 친구이자 의사인 가셰 박사에게 선물했는데, 가셰 박사는 다음 해 오베르쉬르우아즈에서 그를 보살피고 감독하게 될 사람이었다.
크뢸러 뮐러 미술관의 <올리브 과수원> (F585)은 1889년 6월에 그려졌다.

### 1889년 9월, 11월, 12월에 그린 그림
이 기간 동안 제작된 그림들은 "정신적 의미" 섹션에서 언급된 바와 같이 고갱과 베르나르의 겟세마네 그림에 대한 반 고흐의 반응이 예술적으로 나타난 결과물이다.
스코틀랜드 국립미술관의 <올리브나무들> (F714)에 담긴 강렬한 성격은 반 고흐가 이 작품을 완성할 당시의 격앙된 정신 상태를 잘 드러내며, 그의 붓놀림과 색채 사용 모두에서 극적인 효과가 나타난다.
푸른색-녹색과 시원한 색조를 특징으로 하는 6월의 올리브나무 그림들과 대조적으로, <노란 하늘과 태양이 있는 올리브나무들> (F710)의 생생한 주황색과 노란색은 가을 계절을 연상시킨다. 소설가 워렌 키스 라이트는 15년 동안 미니애폴리스 미술관에서 이 그림을 방문하며 그림에 매료되었지만 왜 그런지 확신하지 못했다. 그는 이 매혹이 그림이 두 시기를 나타낸다는 것을 깨달았다. 늦은 오후의 태양은 산 위에 정서쪽에 위치한다. 그러나 그림자는 왼쪽, 즉 가을에 그림자가 드리워질 남서쪽에서 비스듬히 드리워진다. 이 그림은 시간과 계절 모두와 어긋난다. 그것은 "자신의 미래를 예측하고, 자신의 과거로 되돌아간다."
1889년 11월 또는 12월, 반 고흐는 MoMA의 <올리브 과수원> (F708)을 작업했다. 이 시기의 또 다른 그림은 예테보리 스웨덴의 예테보리 미술관에 소장된 <올리브 숲: 주황색 하늘> (F586)이다.

## 같이 보기
- 빈센트 반 고흐의 작품 목록

## 참고 문헌
- Du Quesne-van Gogh, E (1913). Personal Recollections of Vincent van Gogh. Boston and New York: Houghton Mifflin Company.
- Edwards, C (1989). Van Gogh and God: A Creative Spiritual Quest. Chicago: Loyola University Press. ISBN 0-8294-0621-2.
- Elkins, James (2004). Pictures & Tears: A History of People Who Have Cried in Front of Paintings. London: Routledge. ISBN 0-415-97053-9.
- Erickson, K (1998). At Eternity's Gate: The Spiritual Vision Of Vincent van Gogh. Grand Rapids, MI: William B. Eerdsmans Publishing.
- Jethani, S (2009). The Divine Commodity: Discovering a Faith Beyond Consumer Christianity. Grand Rapids, MI: Zondervan (eBook). ISBN 978-0-310-57422-4.
- Leeuw, R (1997) [1996]. van Crimpen, H, Berends-Albert, M. ed. The Letters of Vincent van Gogh. London and other locations: Penguin Books.
- Mancoff, D (1999). Van Gogh's Flowers. London: Frances Lincoln Limited. ISBN 978-0-7112-2908-2.
- Nordenfalk, C (2006). The Life and Work of Van Gogh. New York: Philosophical Library.
- Poore, H (1976) [1967 by Sterling Publishing, NY]. Composition in Art. Mineola, NY: Dover Publications.
- Silverman, Debora, (2000) Van Gogh and Gauguin: The Search for Sacred Art. Farrar, Straus and Giroux. ISBN 978-0-374-28243-1.
- Stoesz, D (2010). Glimpses of Grace: Reflections of a Prison Chaplain. Victoria, BC: Friesen Press. ISBN 978-1-77067-179-9.
- Van Gogh, V; Suh, H. (2006). Vincent van Gogh: A Self-Portrait in Art and Letters. New York: Black Dog & Leventhal Publishers.
- Wallace (1969). Editors of Time-Life Books. ed. The World of Van Gogh (1853–1890). Alexandria, VA: Time-Life Books.